# Кара-Дарыя
Кара-Дарыя (кирг. Кара-Дарыя) — село в Узгенском районе Ошской области Кыргызстана. Входит в состав Ден-Булакского аильного округа. Код СОАТЕ — 41706  255 817 06 0

## Население
По данным переписи 2023 года, в селе проживало 578 человек.